# Stara Krasnoszora
Stara Krasnoszora (ukr. Стара Красношора; hist. Stara Huta, Krasna, rum. Crăsnișoara Veche, niem. Althütte) – wieś na Ukrainie, w obwodzie czerniowieckim, w rejonie storożynieckim, siedziba administracyjna rady wiejskiej. W 2001 roku liczyła 745 mieszkańców. 
Według danych z 2001 roku 61,6% mieszkańców jako język ojczysty wskazało polski, 26,6% – rumuński, 11,3% – ukraiński, 0,4% – rosyjski, 0,1% – mołdawski.